# Junlong Zhang
Junlong Zhang (* 12. November 1981 in Qingdao, China) ist ein chinesischer Boxer im Schwergewicht und aktueller WBA-Oceania-Champion.
Diesen Gürtel erkämpfte er sich, als dieser vakant war, am 11. April 2016 gegen George Arias in einem auf 12 Runden angesetzten Fight durch T.K.o. in der 2. Runde und verteidigte ihn im August desselben Jahres gegen Julio Cesar Dos Santos in einem ebenfalls auf 12 Runden angesetzten Gefecht ebenfalls durch technischen Knockout in Runde 2.
Zhang ist aktuell ungeschlagen und hat eine 100-prozentige K.-o.-Quote.